# 大埔尾 (臺灣)
大埔尾，是台灣雲林縣莿桐鄉的一個傳統地域名稱，位於該鄉中部偏西地帶。相較於今日行政區，其範圍大致包括大美村、埔尾村、莿桐村南部、埔子村南部、麻園村南端、六合村南部中段及西段。

## 歷史
台灣清治末期至日治初期，大埔尾地區為一街庄，稱為「大埔尾庄」，隸屬於溪洲堡。該庄北與莿桐巷庄、樹仔腳庄、蔴園庄、新庄仔庄為鄰，東及東南與竹圍仔庄為鄰，南邊為大北勢庄，西邊為惠來厝庄。
1901年（日治明治三十四年）11月，全台廢縣廳改設二十廳，該庄隸屬於斗六廳。1903年（明治三十六年）6月，該庄編入「樹仔腳區」，隸屬於斗六廳。1909年（明治四十二年）10月，合併二十廳為十二廳，樹仔腳區改隸屬於嘉義廳。1920年（大正九年），全台地方制度大改正，廢十二廳改設五州二廳，該庄改制為「大埔尾」大字，隸屬於臺南州斗六郡莿桐庄。
戰後莿桐庄改制為莿桐鄉，隸屬於臺南縣，大字亦改制為村。1950年10月，雲、嘉、南分治，莿桐鄉改隸屬雲林縣。

## 聚落
本地區發展較早的聚落有溪底（溪美）、下大埔尾（大美）、油車仔等，在日治期初期的官方地圖上已有記載。此外，本地區尚有溪底寮、榮村、頂油車子、油車等聚落。

## 交通
省道台1線（延平路）又稱「縱貫公路」，是台北至屏東楓港的傳統平面幹道，大致以東北微北—西南微南走向經過大埔尾地區西北部邊界。由該道路向東北微北轉北再轉西北可經莿桐市區前往西螺、溪州、北斗等地，向西南微南可前往虎尾東北部、斗南、大埤東部、大林等地。
省道台1丁線（莿桐南路二段、中正路）是莿桐經斗六至斗南的幹道，大致以西北微北—東南微南走向經過本地區中部略偏西地帶。由該道路向西北微北經樹子腳西南端轉西南西可前往莿桐市區南側並止於省道台1線路口；向東南微南可前往竹圍子西端、保長廍東北部、海豐崙與斗六交界地帶、斗六市區、大潭與保長廍交界地帶、保長廍西南端、九老爺北端、新庄並止於其西部邊界地帶的省道台1線另一路口（斗南市區北郊）。
縣道145乙線又稱「斗六聯絡道」，是虎尾至大美（下大埔尾）的道路，其東側端點（終點）位於本地區中部偏西南下大埔尾聚落的省道台1丁線、鄉道雲74線路口。由此向西南西與鄉道雲74線共線蜿蜒而行，出境後於惠來厝地區轉西北西獨行，經省道台1線路口後繞大彎轉西可前往過溪子北部、埒內北部、廉使北部並止於縣道145號路口。
縣道154乙線是莿桐鄉饒平（樹子腳）至古坑鄉永光的道路，大致以北北西—南南東走向經過本地區中部偏東地帶。由該道路向北北西可前往麻園（莿桐鄉）西南端、麻園與樹子腳交界地帶並止於縣道154號路口；向南南東可前往竹圍子西南部、海豐崙西部、斗六市區、大潭東部、大崙東部、水碓、古坑市區、麻園（古坑鄉）並止於省道台3線路口。
鄉道雲49-1線是大將工業區至溪美的道路，全線位於本地區境內，其北側端點（起點）位於本地區西北部的鄉道雲54線路口。由此向南南東行，經鄉道雲70線路口後續行，可前往本地區西南部並止於鄉道雲74線路口。
鄉道雲53線是後埔至頂油車仔的道路，其南側端點（終點）位於本地區東北部凸出部分南側偏西的鄉道雲70線路口（頂油車仔聚落東郊）。由此向北北西蜿蜒而行，出境後可前往新庄子西南端、麻園地區的後埔聚落東側並止於鄉道雲56線路口。
鄉道雲54線是西園至新興（溪埔）的道路，大致以西向東到達本地區西部邊界北側的省道台1線路口，入境後轉東北微東，經鄉道雲49-1線起點路口後轉東北東，至省道台1丁線路口轉東，其後轉北過圳道「濁幹線第二放水路」榮村橋後轉北北西，至路口轉東北東，至第二個左側路口轉北北西，至路口轉西南西旋即轉北北西，至位於邊界地帶的路口轉東北東沿邊界行一段路以至出境。由該道路向西可前往惠來厝北端、過溪子東北端並止鄉道雲77線路口；向東北東可前往樹子腳東南端、麻園南端、新庄子南部偏西的溪埔聚落並止於鄉道雲55線路口。
鄉道雲55線是頂半治至梅林（內林）的道路，大致以東北微北—西南微南走向由本地區東北部凸出部分的北部邊界東側入境後轉南南東，經鄉道雲70線終點路口後出境。由該道路向東北微北經鄉道雲54線終點路口後可前往新庄子、湖子內地區西部的後半治聚落並止於鄉道雲56線路口；向南南東可前往竹圍子、石榴班、內林並止於鄉道雲214線路口。
鄉道雲70線是溪底（溪底寮）至新興（溪埔）的道路，全線位於本地區境內，其西側端點（起點）位於本地區西端溪底寮聚落東側。由此向東北東行，經鄉道雲49-1線路口後續行，至溪美聚落轉東南東再繞大彎轉東北微南再轉東北東，至省道台1丁線路口轉南南東與其共線約130公尺，至大美聚落路口轉東北獨行後轉東北東，至頂油車子聚落經縣道154乙線路口後續行，其後轉東北微東經鄉道雲53線終點路口後轉東北東，其後轉南南東再轉東北微東，可前往本地區東部凸出部分南側偏東並止於鄉道雲55線路口。
鄉道雲74線是埒內至虎溪里的道路，大致以西南微西—東北微東走向由本地區西南部邊界與縣道145乙線共線入境，經鄉道雲49-1線終點路口後蜿蜒而行，至省道台1丁線路口轉東微南獨行，至路底轉南微東續行，於本地區南部邊界出境。由該道路向西南分叉獨行後可前往惠來厝、過溪子、埒內並止於縣道145號路口；向南微東可前往竹圍子西端、保長廍北部並止於省道台1丁線路口。

## 學校
- 莿桐國中
- 大美國小

## 產業
- 大將工業區（南半部）